# The Complete Masterworks 2
Koncertowe DVD wydane 4 listopada 2008 przez Jacka Blacka i Kyle’a Gassa z zespołu  Tenacious D. Nagrania dokonano w Moore Theatre w Seattle  16-17 lutego 2007. Płyta jest kontynuacją kolekcji The Complete Master Works

## Lista utworów

### Część 1
1. „Kielbasa”
2. „History”
3. „Wonderboy”
4. „Dio”
5. „Lee”
6. „Saxaboom”
7. „The Road”
8. „Hell Movie Skit”
9. „Kickapoo”
10. „Karate”
11. „Dude (I Totally Miss You)”
12. „Kyle Quit the Band”
13. „Friendship”
14. „The Metal”
15. „Papagenu (He's My Sassafrass)”
16. „Master Exploder”
17. „Beelzeboss (The Final Showdown)”
18. „Double Team”
19. „Fuck Her Gently”
20. „Tribute”
21. „Who Medley"

- Bonusy
  - „Master Exploder” live on Late Night with Conan O’Brien
  - 2006 MTV Movie Awards performance
  - „The Metal” live on Saturday Night Live
  - Tenacious D: Time Fixers
  - „Classico” music video

### Część 2
- D Tour: A Tenacious Documentary
- Tenacious D: Time Fixers

Tłumaczenie angielskiej wikipedii.